# Lingenau
Lingenau é um município da Áustria, situado no distrito de Bregenz, no estado de Vorarlberg. Tem 6,88 km² de área e sua população em 2019 foi estimada em 1.534 habitantes.